# Раздольное (Забайкальский край)
Раздольное — посёлок железнодорожной станции в Могочинском районе Забайкальского края России. Входит в состав городского поселения «Могочинское».

## География
Посёлок находится в западной части района, при Транссибирской железнодорожной магистрали, к западу от реки Амазар, на расстоянии примерно 7 километров (по прямой) к северо-западу от города Могоча. Абсолютная высота — 645 метров над уровнем моря.
Климат
Климат характеризуется как резко континентальный, с морозной продолжительной зимой и коротким относительно тёплым летом. Средняя температура самого тёплого месяца (июля) составляет 14 — 18 °С (абсолютный максимум — 37 °С). Средняя температура самого холодного месяца (января) — −28 — −32 °С (абсолютный минимум — −53 °С). Годовое количество осадков — 400—600 мм.

## История
Основано в 1908 году.

## Население
| 2010 | 2021 |
| ---- | ---- |
| 7    | ↘1   |

Половой состав
По данным Всероссийской переписи населения 2010 года в гендерной структуре населения мужчины составляли 57,1 %, женщины — соответственно 42,9 %.
Национальный состав
Согласно результатам переписи 2002 года, в национальной структуре населения русские составляли 100 % из 25 чел.

## Улицы
Уличная сеть посёлка состоит из десяти улиц.